# Ibrahim Nasir
Ibrahim Nasir (divehi : އިބްރާހިމް ނާޞިރު), né le 2 septembre 1926 à Fuvammulah et mort le 22 novembre 2008 à Singapour, est un homme d'État maldivien, premier ministre sous le sultanat de 1957 à 1968. Après la déposition de Muhammad Fareed Didi, il exerce la fonction de président des Maldives du 11 novembre 1968 au 11 novembre 1978.

## Biographie
Les Maldives deviennent une république dès le 11 novembre 1968 à la suite d'un référendum populaire du 15 mars au cours duquel 81,23 % des participants votent en faveur de l'établissement d'une république. Ibrahim Nasir, l'ancien premier ministre, accède à la présidence. Le dernier sultan meurt six mois plus tard. Cependant, le nouveau régime conserve des tendances monarchistes, le nouveau président est d'ailleurs de famille noble et le régime, non seulement continue à respecter le système en place des pairs, mais attribue lui-même de nouvelles pairies.
Ibrahim Nasir nomme Ahmed Zaki comme nouveau Premier ministre. En 1973, Nasir est réélu pour un second mandat et Zaki est de son côté confirmé au poste de Premier ministre par le Conseil du peuple. En mars 1975, Zaki est arrêté à la suite d'un coup d'État sans effusion de sang et est banni dans un atoll isolé. Les observateurs ont suggéré que Zaki devenait trop populaire et donc une menace à la faction de Nasir. La popularité du gouvernement Nasir souffre également d'un déclin commercial dû au retrait la même année des Britanniques de l'aéroport international de Gan dont ils s'étaient réservés jusque là l'usage.
Le pouvoir autoritaire de Nasir prend fin en 1978 lorsqu'il est remplacé par Maumoon Abdul Gayoom, élu président sans opposition. Nasir s'enfuit peu après à Singapour. Une enquête ultérieure a prétendu qu'il s'était enfui avec des millions de dollars du Trésor public. Cependant, il n'y a eu aucune preuve jusqu'ici et cette accusation passe pour un acte de propagande du nouveau gouvernement dans le but d'obtenir la popularité et le soutien des citoyens.